# Bythocythere intermedia
Bythocythere intermedia är en kräftdjursart som beskrevs av Elofson 1938. Bythocythere intermedia ingår i släktet Bythocythere och familjen Bythocytheridae. Inga underarter finns listade.